# Виправна Служба Лесото (футбольний клуб)
Футбольний клуб «Виправна Служба Лесото» або просто «Виправна Служба Лесото» (англ. Lesotho Correctional Services Football Club) — футбольний клуб з міста Масеру. 

## Історія
Команду було засновано під назвою ФК «Пенітенціарна Служба Лесото», команда перемогла в шести національних чемпіонатах та одному кубку. В 2004 році клуб змінив свою назву на ФК «Виправна Служба Лесото».
Високі результати у національних турнірах дозволили клубу регулярно виступати в міжнародних клубних змаганнях, але без особливих успіхів.

## Досягнення
- Прем'єр-ліга
  -  Чемпіон (6): 2000, 2002, 2007, 2008, 2011, 2012.
  -  Срібний призер (1): 2005
  -  Бронзовий призер (5): 2001, 2003, 2009, 2015, 2016

- Кубок Лесото
  -  Володар (1): 2005
  -  Фіналіст (2): 2011, 2012

## Виступи в континентальних турнірах під егідою КАФ
| Сезон | Турнір             | Раунд      | Клуб           | Вдома | На виїзді | Загальний |
| ----- | ------------------ | ---------- | -------------- | ----- | --------- | --------- |
| 2008  | Ліга чемпіонів КАФ | 1          | Пленітум Старз | 1-0   | 0-4       | 1-4       |
| 2012  | Ліга чемпіонів КАФ | 1          | УРА            | 0-3   | 0-0       | 0-3       |
| 2013  | Ліга чемпіонів КАФ | Попередній | Дайнамоз       | 1-0   | 0-3       | 1-3       |